# Frozen III
Frozen III és una pròxima pel·lícula de fantasia musical d'animació produïda per Walt Disney Animation Studios i estrenada per Walt Disney Pictures. Serà la seqüela de Frozen (2013) i Frozen II (2019), i la tercera entrega de la franquícia Frozen. La pel·lícula estarà dirigida per Jennifer Lee i Marc Smith, Idina Menzel i Josh Gad repetiran els seus respectius papers de veu com Elsa i Olaf de les dues pel·lícules anteriors.
El director general de Disney, Bob Iger, va anunciar el desenvolupament d'una tercera pel·lícula de Frozen el febrer de 2023, amb Menzel i Gad a punt de tornar, tot i que Lee va declarar inicialment al juny que no tornaria a dirigir. Finalment, Lee va decidir dirigir la pel·lícula el setembre de 2024, codirigida juntament amb Marc Smith. També serà guionista i productora executiva de la pel·lícula.
Està previst que Frozen 3 s'estrene el 24 de novembre de 2027.